# Ikermiut
Ikermiut är en ö i Grönland (Kungariket Danmark).   Den ligger i kommunen Qaasuitsup, i den västra delen av Grönland, 1 100 km norr om huvudstaden Nuuk. Arean är 1,7 kvadratkilometer.
Terrängen på Ikermiut är platt. Öns högsta punkt är 120 meter över havet. Den sträcker sig 1,9 kilometer i nord-sydlig riktning, och 1,7 kilometer i öst-västlig riktning.